# Carmenta unicolor
Carmenta unicolor is een vlinder uit de familie wespvlinders (Sesiidae), onderfamilie Sesiinae.
Carmenta unicolor is voor het eerst wetenschappelijk beschreven door Walker in 1865. De soort komt voor in het Neotropisch gebied.